# De sekte (roman)
De sekte (1998) is een boek van de Amerikaanse schrijver Darian North. Het boek gaat over de dertigjarige architect Dan Behr die zijn vrouw verliest als zij toetreedt tot een militante sekte, de Ark. Uiteindelijk besluit hij terug te vechten tot het bittere eind.

## Het verhaal
Daniel Behr is een dertigjarige architect. Hij is stapelgek op zijn bloedmooie vrouw Alex en zijn dochtertje Hana met wie hij in New York woont. Op een weekend gaat Alex op retraite en keert niet meer terug. Als Dan bij het betreffende adres aanbelt wordt hij niet binnengelaten. Dan doet aangifte bij de politie die poolshoogte neemt. De groep blijkt een sekte en Alex blijkt zodanig geïndoctrineerd dat ze weigert terug te gaan. De politie kan niets meer doen nu ze vrijwillig heeft besloten te blijven. Dan probeert zelf het huis binnen te dringen maar dreigt nu zelf wegens huisvredebreuk te worden gearresteerd.
Zo goed en zo kwaad mogelijk probeert Dan het dagelijks leven weer op te pakken. Dit gaat niet zo makkelijk. Hana mist haar moeder verschrikkelijk en wordt onhandelbaar. Bovendien blijkt Alex hun gezamenlijke bankrekeningen te hebben geplunderd. En wanneer HTO, Dans werkgever, besluit op de personeelskosten te bezuinigen, wordt Dan als een van de eersten op straat gezet omdat men bang is dat zijn problemen zijn functioneren negatief kunnen beïnvloeden. Gelukkig bieden Alex' vriendin Felice en haar moeder Valerie een helpende hand.
Dans speurtocht leidt hem naar de exit-counseler Laura Ferren en de deprogrammeur Everett May. Beiden hebben een negatieve ervaring met sekten. Als klein meisje had Laura als een van de weinigen een collectieve zelfmoord van een sekte overleefd. En Everett Mays broer had eveneens bij een sekte gezeten en had zelfmoord gepleegd nadat Everett May hem met geweld daar had weggehaald. Beiden zijn dan ook door hun activiteiten frequent het doelwit van wraakacties van sektes. Dan gaat uiteindelijk met May in zee.
May weet Alex te lokaliseren in een kamp ergens in de Rocky Mountains. Hij vertelt Dan dat De Ark een zeer militante sekte is met paramilitaire trekken, die is voortgekomen uit Life Lessons. Life Lessons was een serie betaalde "levenstherapie" cursussen van een goeroe die zichzelf Noah noemde. Hij was geweldig populair en stichtte uiteindelijk De Ark, een utopische commune. Met het geld dat rijke leden hem nalieten stichtte hij uiteindelijk drie kampen in de Verenigde Staten en een in Australië. Noah predikt dat de zielen van alle niet-leden in een geestelijke slaaptoestand verkeren en dat slechts de zielen van leden "ontwaakt" zijn, en in staat zijn de "waarheid" te zien. Ze aanbidden de Bron, een alomvattende kracht die "sterk, streng en vaderlijk" is.
Hij en Dan ontvoeren Alex met geweld naar een beveiligd huis. Daar trachten ze de indoctrinatie van de sekte ongedaan te maken, maar Alex weigert vooralsnog iedere medewerking. Dan moet May ineens weg vanwege een ongeluk van zijn zoontje, en blijft Dan alleen achter met Alex. Met Dan wil ze wel praten, en Alex onthult dat ze eigenlijk haar hele leven ongelukkig was geweest. Op aandringen van Valerie kwam ze in de modellenwereld waar allerlei rijke oude mannen voortdurend met haar naar bed wilden. Ondertussen pikte Valerie het geld dat ze verdiende in. Dan was de eerste man die echt aardig voor haar was, maar Alex bleek nog steeds op zoek te zijn naar een veilige beschermde omgeving. En die vond ze uiteindelijk in de Ark.
Hierna verleidt Alex Dan tot seks en probeert hem na afloop te overtuigen zich met Hana bij de sekte aan te sluiten. Dan weigert waarop Alex hem aanvalt in de waan dat hij bezeten is. Dan wordt neergestoken en Alex ontsnapt. Het huis brandt op mysterieuze wijze af. Dan beseft nu dat zijn vrouw bewust voor de Ark heeft gekozen en dat hij haar definitief kwijt is.
Het tweede deel van het boek begint enkele maanden later. Dan en Hana wonen nu in hartje New York. Dan werkt nu als timmerman wat weliswaar beneden zijn niveau is, maar tevens een ambacht is waar hij werkelijk plezier in heeft. Hij hoopt wat geld over te houden zodat hij een masterstudie kan doen aan de universiteit. Hana heeft zich aan de nieuwe situatie aangepast. En met Felice en Valerie is ook contact. Dan overlijdt Valerie bij een brand en vliegen Dan en Hana naar de westkust voor de begrafenis. Dan hernieuwt het contact met Laura Ferren en krijgt zelfs een relatie met haar.
Maar dan ontvoert De Ark Hana. Dan ziet na het falen van zowel de politie als de deprogrammeur slechts een oplossing: zelf tot de groep toetreden en infiltreren. Dit leidt ertoe dat Dan door vier gewapende mannen wordt opgehaald van huis en naar een kamp wordt gebracht. Daar maakt hij kennis met de abba (vader,leider) van de sekte: de zeer charismatische Noah. Noah toont zich verheugd dat Dan is toegetreden en laat Dan voor al zijn volgelingen toejuichen.
De groep blijkt een enigszins boerse samenleving te vormen die leeft van de landbouw die in de afgelegen vallei wordt bedreven. De Ark wordt bewaakt door gewapende mannen, de krijgers. Ieder lid krijgt een nieuwe Bijbelse naam, tenzij de gegeven naam al uit de bijbel komt (zoals die van Dan zelf, Daniel). Zo heet Alex nu Jael, en zijn er namen als Ammiel, Gareb, Caleb, Joha, Joab, Jonathan, etc. Noah blijkt Dan nodig te hebben als architect en Dan kwijt zich na aanvankelijke aarzeling van zijn taak. Hij leert de mensen in de groep kennen en waarderen en ziet zijn dochtertje terug. Weliswaar is Alex nu de vrouw van Noah, maar dit maakt Dan niet meer zoveel uit. Ook bemerkt hij dat hij als bezitter van nuttige kennis een hoge rang heeft in de groep. Feitelijk is de groep zeer egalitair: behalve Noah, de krijgers en Dan zelf is er eigenlijk niemand met een hogere rang dan een ander, en iedereen lijkt gelukkig. Noah waardeert Dan en zet hem tot grotere inspanningen aan. Maar dan wordt het idyllische leventje doorbroken.
Hana beweert dan ze Dan niet meer "papa" mag noemen omdat Noah haar abba (vader) is. Ook zal ze binnenkort naar de "meisjesschool" gaan. Daar zal ze wassen, naaien, koken en breien leren.... en uiteindelijk ook seksuele dienstverlening aan hooggeplaatste sekteleden. Lager geplaatste mannelijke leden mogen op bepaalde dagen seks hebben met iedere vrouw die ze willen, zonder dat de vrouwen daar ook maar enige stem in hebben. De mooiste vrouwen, waaronder ook minderjarige meisjes, zijn gereserveerd voor de krijgers die als beloning seks met hen mogen hebben na goede prestaties. Noah zelf blijkt zijn positie te misbruiken voor seksueel contact met minderjarige meisjes. Feitelijk heeft seks binnen de Ark de plaats ingenomen van geld als beloning. Een (lichte) straf is bovendien iemand seks ontzeggen. Daarnaast houdt Noah er uitermate barbaarse strafmaatregelen op na. Voorbeelden zijn zweepslagen en castratie voor vergrijpen als insubordinatie. Noah tracht Dan te beïnvloeden door hem een minderjarig meisje aan te bieden. Wanneer dit mislukt en een krijger haar na afloop verkracht, betrekt Noah Dan bij de bestraffing van deze krijger. Deze straf krijgt hij overigens niet voor het feit dat hij het meisje had verkracht, maar omdat dit meisje Dans "beloning" was. Met tegenzin geeft Dan hem drie zweepslagen.
Dan, voorheen menend dat Noah hem niet kon beïnvloeden, beseft nu dat dit precies is wat er gebeurt. Ook hij heeft zwakheden die Noah heeft uitgebuit, namelijk zijn frustratie over zijn werk en carrière. Terwijl Noah hem als meester-architect een hoge rang en bevredigend werk geeft, wordt Hana's karakter langzaam door de sekte vermorzeld en keurt hij impliciet het seksueel misbruik en de barbaarse straffen met zijn aanwezigheid goed.
Noah is verder betrokken bij drugs- en wapenhandel en heeft een plan om een dodelijk virus te verspreiden. Via een FBI-infiltrant verneemt Dan dat Noah in staat van beschuldiging is gesteld, De Ark aangemerkt is als een criminele en paramilitaire organisatie, en dat een inval gepland is. Verder zit Noah ook achter de brand bij Valerie en in het huis van May. Volgens Noah zijn deze mensen namelijk niet alleen niet ontwaakt, maar puur slecht.
Wanneer de inval komt probeert Dan Hana en een aantal andere leden die hem dierbaar zijn te redden. De krijgers verweren zich maar kunnen niet tegen de overmacht van de FBI op. Dan ontdekt dat er een ontsnappingstunnel is, maar dat slechts Noah daarvan weet. Sterker nog: het hele kamp is ondermijnd zodat Noah de bommen kan laten afgaan als de FBI het kamp inneemt. Dat daarbij honderden volgelingen om zullen komen interesseert hem niet in het minst. Dan weet de leden zover te krijgen dat ze de ondermijnde gebouwen verlaten en redt hiermee ook zijn dochter. Noah en Alex ontsnappen via de tunnel.
Dan pakt met Laura en Hana de draad van hun leven weer op.

## Trivia
- Het boek behandelt een groot aantal thema´s:
  - Sekten vormen uiteraard het hoofdthema. Niet slechts de Ark maar ook andere sekten en ervaringen van personages hiermee passeren de revue: van Scientology-achtige bewegingen waarbij lidmaatschap zelfs als ´hip´ wordt ervaren, tot kleine extreme groepjes waar seksueel misbruik en uitbuiting schering en inslag zijn.
  - De angst voor een aanslag, eventueel met chemische- of biowapens, zoals de gifgasaanvallen in de metro van Tokyo en de Oklahoma City Bombing.
  - Het feit dat blanke supremisten uit de Ku Klux Klan nu onderdak bij kleinere militantere bewegingen hebben gevonden, en het vermengen van blank supremisme met religieuze ideologie. De Ark blijkt één van deze groeperingen.
  - Deprogrammeren versus exit-counseling. Dan huurt een deprogrammeur in, maar diens brute behandeling bereikt bij Alex eerder het tegengestelde.
  - De malaise en werkloosheid binnen de architectuurbranche. Dan wordt ontslagen en komt nergens meer aan de bak.
  - De moeilijkheden waarmee alleenstaande ouders te kampen hebben.
  - Misstanden binnen de modellenbranche waarin Alex op zeer jonge leeftijd door haar moeder gedwongen werd, zoals seksueel misbruik en drugsgebruik.
  - Relatieproblemen. Hoewel Dan denkt een gelukkige relatie met Alex te hebben is deze in feite instabiel omdat Alex diep getraumatiseerd is.